# Спасовходский, Игорь Игоревич
Игорь Игоревич Спасовходский (род. 1 августа 1979 года, Москва) — российский легкоатлет, специализирующийся в тройном прыжке. Чемпион Европы в помещении 2005 года. Бронзовый призёр чемпионата мира 2001 года. Участник двух Олимпиад (2000, 2008). Двукратный чемпион России (2005, 2009). Пятикратный чемпион России в помещении (2000, 2002, 2005, 2009, 2011). Мастер спорта России международного класса. Заслуженный мастер спорта России (2009).

## Биография
Игорь Игоревич Спасовходский родился 1 августа 1979 года в Москве. Начал заниматься лёгкой атлетикой в 16 лет в СДЮШОР № 44 у тренера Т.А Тимоховой. В 1998 году сконцентрировался на занятиях тройным прыжком. В 2003 году перешёл тренироваться от Евгения Тер-Аванесова к Денису Капустину, а затем к Вячеславу Соколову. Выступает за клуб МГФСО.

## Основные результаты

### Международные
| Год  | Соревнования                      | Место проведения      | Место  | Результат |
| ---- | --------------------------------- | --------------------- | ------ | --------- |
| 2000 | Чемпионат Европы в помещении      | Гент, Бельгия         | 14 (q) | 16,31 м   |
| 2000 | Олимпийские игры                  | Сидней, Австралия     | 33 (q) | 15,79 м   |
| 2001 | Чемпионат Европы среди молодёжи   | Амстердам, Нидерланды | 2      | 17,08 м   |
| 2001 | Чемпионат мира                    | Эдмонтон, Канада      | 3      | 17,44 м   |
| 2001 | Универсиада                       | Пекин, Китай          | 4      | 16,91 м   |
| 2001 | Игры доброй воли                  | Брисбен, Австралия    | 6      | 16,20 м   |
| 2002 | Чемпионат Европы в помещении      | Вена, Австрия         | 7      | 16,52 м   |
| 2002 | Чемпионат Европы                  | Мюнхен, Германия      | 16 (q) | 16,28 м   |
| 2003 | Чемпионат мира                    | Париж, Франция        | 20 (q) | 16,45 м   |
| 2005 | Чемпионат Европы в помещении      | Мадрид, Испания       | 1      | 17,20 м   |
| 2005 | Чемпионат мира                    | Хельсинки, Финляндия  | 16 (q) | 16,45 м   |
| 2005 | Всемирный легкоатлетический финал | Монте-Карло, Монако   | 7      | 16,55 м   |
| 2006 | Чемпионат мира в помещении        | Москва, Россия        | 5      | 17,25 м   |
| 2008 | Олимпийские игры                  | Пекин, Китай          | 9      | 16,79 м   |
| 2009 | Чемпионат Европы в помещении      | Турин, Италия         | 3      | 17,15 м   |
| 2009 | Чемпионат мира                    | Берлин, Германия      | 7      | 16,91 м   |
| 2010 | Чемпионат мира в помещении        | Доха, Катар           | 8      | 16,42 м   |

### Национальные
| Год  | Соревнования                 | Место проведения | Дисциплина | Место | Результат |
| ---- | ---------------------------- | ---------------- | ---------- | ----- | --------- |
| 2000 | Чемпионат России в помещении | Волгоград        | тройной    | 1     | 16,86 м   |
| 2000 | Чемпионат России             | Тула             | тройной    | 3     | 16,86 м   |
| 2002 | Чемпионат России в помещении | Волгоград        | тройной    | 1     | 17,00 м   |
| 2002 | Чемпионат России             | Чебоксары        | тройной    | 2     | 16,88 м   |
| 2003 | Чемпионат России в помещении | Москва           | тройной    | 3     | 16,88 м   |
| 2003 | Чемпионат России             | Тула             | тройной    | 2     | 16,95 м   |
| 2005 | Чемпионат России в помещении | Волгоград        | тройной    | 1     | 17,09 м   |
| 2005 | Чемпионат России             | Тула             | тройной    | 1     | 17,30 м   |
| 2006 | Чемпионат России в помещении | Москва           | тройной    | 2     | 17,09 м   |
| 2006 | Чемпионат России             | Тула             | тройной    | 2     | 17,12 м   |
| 2007 | Чемпионат России             | Тула             | тройной    | 7     | 16,42 м   |
| 2008 | Чемпионат России в помещении | Москва           | длина      | 2     | 7,79 м    |
| 2008 | Чемпионат России             | Казань           | тройной    | 3     | 17,36 м   |
| 2009 | Чемпионат России в помещении | Москва           | тройной    | 1     | 16,87 м   |
| 2009 | Чемпионат России             | Чебоксары        | тройной    | 1     | 17,22 м   |
| 2010 | Чемпионат России в помещении | Москва           | тройной    | 3     | 16,73 м   |
| 2010 | Чемпионат России             | Саранск          | тройной    | 4     | 16,91 м   |
| 2011 | Чемпионат России в помещении | Москва           | тройной    | 1     | 16,85 м   |
| 2011 | Чемпионат России             | Чебоксары        | тройной    | 3     | 16,60 м   |
| 2012 | Чемпионат России в помещении | Москва           | тройной    | 2     | 16,66 м   |
| 2012 | Чемпионат России             | Чебоксары        | тройной    | 5     | 16,62 м   |
| 2013 | Чемпионат России в помещении | Москва           | тройной    | 9     | 15,77 м   |
| 2013 | Чемпионат России             | Москва           | тройной    | 2     | 16,76 м   |
| 2014 | Чемпионат России в помещении | Москва           | тройной    | 3     | 16,63 м   |
| 2014 | Чемпионат России             | Казань           | тройной    | 3     | 16,57 м   |
| 2015 | Чемпионат России             | Чебоксары        | тройной    | 4     | 16,44 м   |
| 2016 | Чемпионат России             | Чебоксары        | тройной    | 8     | 16,03 м   |

## Семья
Отец Игорь Владиславович Спасовходский (род. 1 мая 1948), спортсмен — дискобол (метатель диска).
Мать Зоя Федоровна Спасовходская (род. 31 марта 1949), советская легкоатлетка, специалистка по многоборьям.